# Odontites hollianus
Der Madeira-Augentrost (Odontites hollianus) ist eine halbparasitäre Pflanzenart aus der Gattung der Zahntroste (Odontites). Sie ist ein nur auf Madeira vorkommender Endemit.

## Beschreibung
Odontites hollianus ist eine 20 bis 40 cm (selten 15 bis 55 cm) hoch werdende, einjährige, krautige Pflanze. Ihr Stängel ist an der Basis bis zu 3 mm stark. Die gesamte Pflanze ist dicht mit abstehenden, borstigen Trichomen besetzt, Stieldrüsen fehlen jedoch. Der vegetative Teil der Sprossachse besteht aus zehn bis 25 Knoten, wovon die oberen vier bis zehn Seitenäste bilden. Diese werden bis 15 cm lang und stehen in einem Winkel von 30 bis 50°.
Die Laubblätter sind eiförmig-lanzettlich, erreichen eine Länge von 25 bis 40 mm und eine Breite von 5 bis 13 mm. Der Blattrand ist mit zehn bis 14, etwa 2 mm langen Zähnen grob gezähnt. Die meisten Laubblätter fallen kurz nach der Blütezeit ab.
Die Blütenstände sind nur undeutlich vom vegetativen Teil abgesetzt, eine Hemmzone fehlt oft oder besteht aus maximal drei Knoten. Die Blütenstände bestehen aus nur fünf bis zehn Blüten, die bereits zur Blütezeit locker angeordnet sind. Die Länge des Blütenstandes beträgt zunächst 5 bis 10 cm, zur Fruchtreife verlängert er sich auf 24 cm. Die Tragblätter sind laubblattartig, lanzettlich und meist deutlich gezähnt. Nur selten ist der Rand der Tragblätter auch ganzrandig. Die Größe der mittleren Tragblätter beträgt 10 bis 15 (selten bis 26) × 2 bis 4 (selten bis 8) mm. Die Aufblühfolge der Blüten eines Blütenstandes ist von unten nach oben.
Die Blüten sind protogyn (vorweiblich) und erreichen eine Länge von (selten nur 10) 12 bis 15 mm. Der Kelch hat zur Blütezeit eine Länge von 6,2 bis 9 mm, an der Frucht verlängert er sich auf bis zu 16 mm. Die einzelnen Kelchblätter stehen auf etwa der Hälfte ihrer Länge frei voneinander und sind dicht borstig behaart. Stieldrüsen fehlen auch hier, die mit zwei- bis vierzelligen Köpfchen versehenen Kurzdrüsen werden bis zu 72 µm lang. Die Kelchzipfel sind schmal dreieckig. Die Krone ist gelb gefärbt und mit 0,1 bis 0,2 mm langen Trichomen behaart, im oberen Teil der Kronröhre finden sich zudem etwa 0,1 mm lange Kurzdrüsen. Die Kronröhre hat eine Länge von 7 bis 10 mm, der ausgerandete Helm ist mit 4,5 bis 5 mm etwa genauso lang wie die Unterlippe. Diese ist auf über der Hälfte der Länge in drei Zipfel gespalten. Der mittlere Zipfel ist spatelförmig verbreitert, deutlich ausgerandet und etwa so lang wie breit. Die seitlichen Zipfel sind nur wenig kürzer als der mittlere, sie sind fast halbkreisförmig und ebenfalls ausgerandet und breiter als lang.
Die vier Staubblätter sind teilweise im Helm eingeschlossen. Das obere Paar hat eine Länge von 2,5 bis 3,5 mm, das untere Paar wird 4 bis 5 mm lang. Die Staubfäden sind mit Papillen besetzt. Die gelben Staubbeutel stehen in einem Winkel von etwa 90° zu den Staubfäden. Die Theken springen über ihre gesamte Länge auf, verschmälern sich in eine grannige Spitze. Am Konnektivgewebe stehen 0,5 mm lange Schlauchhaare, am oberen, abgestumpften Ende Spiralhaare, ansonsten sind die Staubbeutel unbehaart. Die Pollenkörner haben eine Größe von durchschnittlich 31,1 × 33,4 µm. Der Fruchtknoten ist zweifächrig und bildet insgesamt etwa 36 bis 40 Samenanlagen aus. Der Griffel hat eine Länge von bis zu 10 mm.
Die Früchte sind umgekehrt eiförmige Kapseln, die eine Länge von 6,2 bis 12 mm und eine Breite von 3 bis 5 mm erreichen. Die Samen werden 1,1 bis 1,5 mm lang und 0,5 bis 0,75 mm breit.
Die Chromosomenzahl beträgt 2n = 24.

## Vorkommen
Die Art kommt endemisch auf Madeira vor, wächst dort im Zentralgebirge am Pico do Cedro und am Pico do Arieiro. Die Standorte liegen in Höhenlagen zwischen 1100 und 1750 m an felsigen Steilhängen im subtropischen Nebelwald-Gürtel, an feuchten, oftmals quelligen Orten.